# Правителство на Северна Македония (12)
Дванадесетото правителство на Северна Македония е служебно правителство, избрано след като правителството на Зоран Заев подава оставка поради недопускане на Северна Македония за започване на преговори за присъединяване към Европейския съюз. Той подписва оставка на 3 януари 2020 г., като същия ден се гласува ново правителство, което трябва да изпълнява функциите си до предсрочните парламентарни избори на 12 април. На 17 март лидерите на политическите партии в страната се срещат с президента Стево Пендаровски и решават да отложат изборите поради разпространението на коронавирусната инфекция в Северна Македония.

## Състав
Съставът на кабинета включва:
| министерство                                                                                        | име | име                | партия     |
| --------------------------------------------------------------------------------------------------- | --- | ------------------ | ---------- |
| министър-председател                                                                                |     | Оливер Спасовски   | СДСМ       |
| заместник министър-председател, отбрана                                                             |     | Радмила Шекеринска | СДСМ       |
| заместник министър-председател, по политическите системи и международните отношения                 |     | Садула Дураку      | ДСИ        |
| заместник министър-председател, по икономическите въпроси                                           |     | Мила Царовска      | СДСМ       |
| заместник министър-председател, по европейските въпроси                                             |     | Буяр Османи        | ДСИ        |
| вътрешни работи                                                                                     |     | Наке Чулев         | ВМРО-ДПМНЕ |
| външни работи                                                                                       |     | Никола Димитров    | безпартиен |
| финанси                                                                                             |     | Нина Ангеловска    | СДСМ       |
| образование и наука                                                                                 |     | Арбер Адеми        | безпартиен |
| правосъдие                                                                                          |     | Рената Дескоска    | СДСМ       |
| икономика                                                                                           |     | Крешник Бектеши    | ДСИ        |
| труд и социална политика                                                                            |     | Рашела Мизрахи     | ВМРО-ДПМНЕ |
| земеделие, гори и водно стопанство                                                                  |     | Траян Димковски    | СДСМ       |
| околна среда и пространствено планиране                                                             |     | Насер Нуредини     | ДСИ        |
| транспорт и връзки                                                                                  |     | Горан Сугарески    | СДСМ       |
| здравеопазване                                                                                      |     | Венко Филипче      | СДСМ       |
| култура                                                                                             |     | Хусни Исмаили      | безпартиен |
| местно самоуправление                                                                               |     | Горан Милевски     | безпартиен |
| информационно общество и администрация                                                              |     | Дамян Манчевски    | СДСМ       |
| министър, по диаспората                                                                             |     | Едмонд Адеми       | СДСМ       |
| министър, по комуникациите, отчетността и прозрачността                                             |     | Роберт Поповски    | СДСМ       |
| министър, по чуждестранните инвестиции                                                              |     | Зорица Апостолоска | НСДП       |
| министър, по регламента за подобряване на инвестиционния климат за местни предприятия               |     | Хисен Джемаили     | безпартиен |
| министър, по прилагане на Стратегията за подобряване на състоянието на ромите в Република Македония |     | Музафер Байрам     | ПЦЕР       |
| министър, по чуждестранните инвестиции                                                              |     | Елвин Хасан        | безпартиен |
| министър, по чуждестранните инвестиции                                                              |     | Бардул Даути       | ДСИ        |

## Промени от 15 февруари 2020
- Рашела Мизрахи е освободена от поста след като провежда пресконференции пред табела на министерството, в която стои предишното име на държавата – Република Македония. Гърция реагира на това с нота за неспазване на Преспанското споразумение.[3] По предложение на Спасовски след дълга дискусия Мизрах е освободена като министър от парламента поради нарушаване на конституцията.[4]